# Cực tiểu Dalton

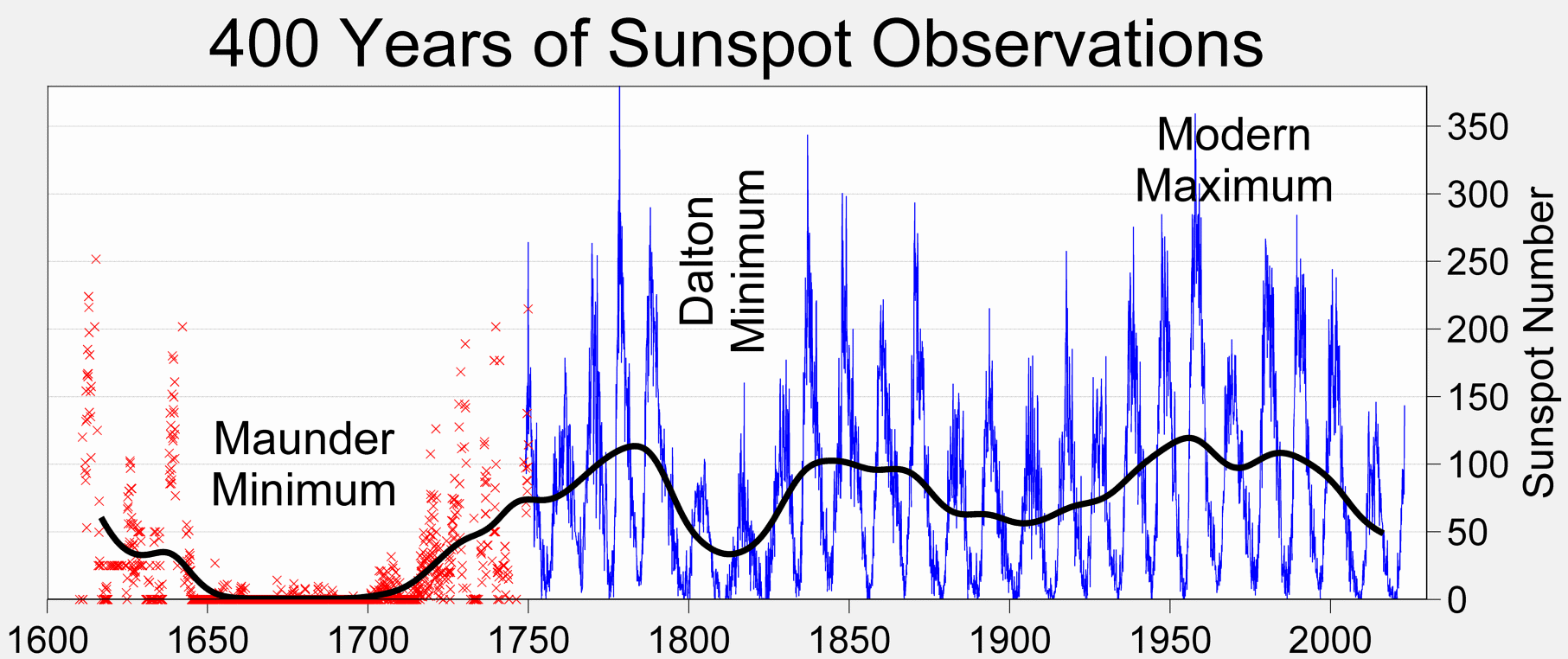
Cực tiểu Dalton trong lịch sử 400 năm của số lượng vết đen mặt trời.

Cực tiểu Dalton là thời kỳ có số lượng vết đen Mặt Trời thấp, đại diện cho hoạt động của mặt trời ở mức thấp, được đặt theo tên của nhà khí tượng học người Anh John Dalton, kéo dài từ khoảng năm 1790 đến năm 1830 hoặc từ năm 1796 đến năm 1820, tương ứng với chu kỳ mặt trời 4 đến chu kỳ mặt trời 7.
Trong khi cực tiểu Dalton thường được so sánh với cực tiểu Maunder thì số lượng vết đen Mặt Trời của nó là cao hơn một chút và các vết đen Mặt Trời này phân bố ở cả hai bán cầu của Mặt Trời chứ không giống như cực tiểu Maunder. Các dải nhật hoa được xác nhận về mặt thị giác trong các hình vẽ nhật thực của Ezra Ames và José Joaquin de Ferrer năm 1806 và chỉ ra sự tương đồng của từ trường của nó không phải với từ trường của cực tiểu Maunder mà là với từ trường của các chu kỳ mặt trời hiện đại gần đây.

## Nhiệt độ

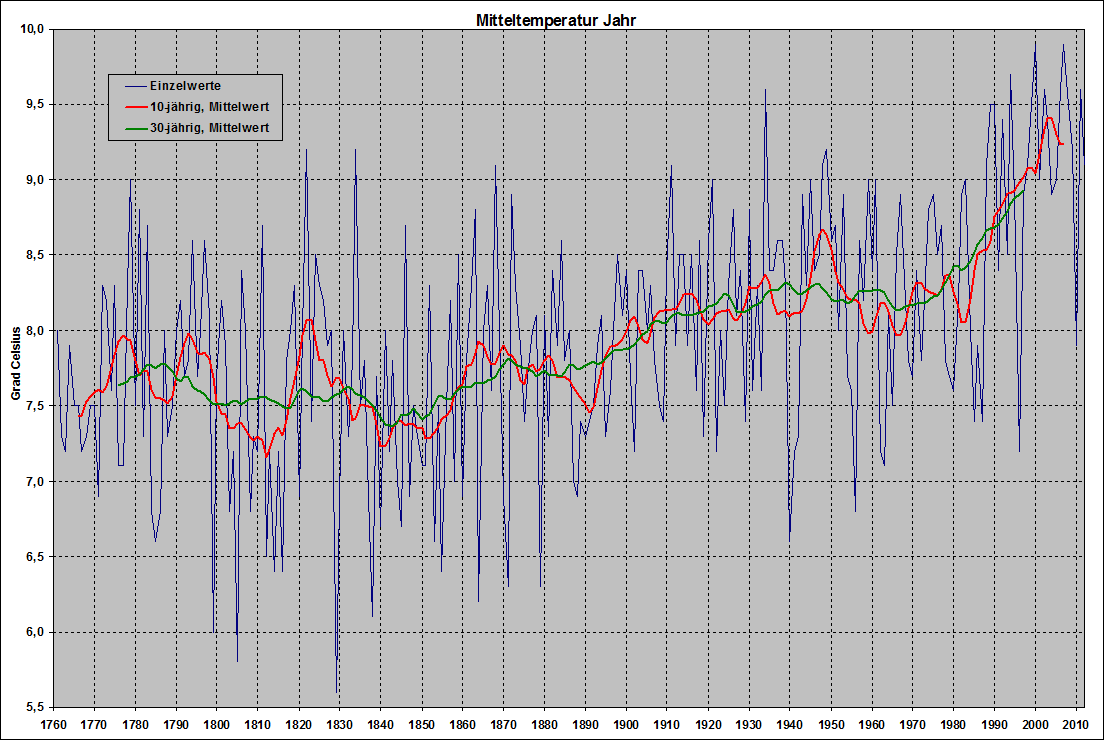
Nhiệt độ ở Đức từ 1795 đến 1815.

Giống như cực tiểu Maunder và cực tiểu Sporer, cực tiểu Dalton trùng với thời kỳ nhiệt độ toàn cầu thấp hơn mức trung bình. Trong thời gian đó, có sự thay đổi nhiệt độ khoảng 1 °C ở Đức (xem hình bên phải).
Nguyên nhân của các mức nhiệt độ thấp hơn trung bình và mối liên hệ có thể có của chúng với số lượng vết đen mặt trời thấp vẫn chưa được hiểu rõ. Các bài báo gần đây gợi ý rằng sự gia tăng tác động của núi lửa chủ yếu chịu trách nhiệm cho xu hướng lạnh đi.
Trong khi Năm không có mùa hè (năm 1816) xảy ra trong thời kỳ của cực tiểu Dalton thì lý do chính cho nhiệt độ mát mẻ của năm đó là vụ phun trào núi Tambora bùng nổ vào năm 1815 ở Indonesia, một trong hai vụ phun trào lớn nhất trong 2000 năm qua. Người ta cũng phải xem xét rằng sự gia tăng hoạt động núi lửa có thể đã được kích hoạt bởi mức công suất mặt trời thấp hơn vì có mối liên hệ yếu nhưng có ý nghĩa thống kê giữa công suất mặt trời giảm và sự gia tăng hoạt động núi lửa.